# Satanta

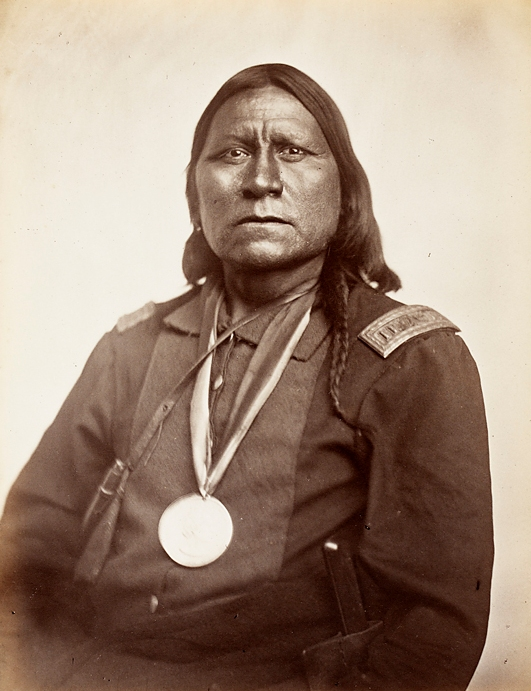
Häuptling Satanta, 1867. Porträt von William S. Soule

Satanta (* um 1815; † 11. Oktober 1878) war ein Häuptling der Kiowa, der auch als Redner der Plains bekannt wurde.
Als Sohn von Red Tepee, einem berühmten Kiowa-Schamanen, gehörte Satanta früh zur Gruppe der Führungspersönlichkeiten in seinem Stamm. Da er auch ein wortgewandter und geschickter Stratege war, was er sowohl bei Verhandlungen als auch bei kriegerischen Aktionen oftmals bewies, erlangte er schnell Häuptlingswürden und war ein sehr beliebter Anführer bei den Kiowa. Zwischen 1850 und 1874 war er Anführer vieler sogenannter Kiowa-Raids (deutsch: Raubzüge), bei denen Pferde gestohlen, Siedler entführt oder Soldaten überfallen wurden. Nachdem 1866 der bisherige Oberhäuptling Dohasan gestorben war, wurde er zum Wortführer der Kriegsbefürworter innerhalb des Kiowa-Stamms. Trotz seiner kriegerischen Taten wird er von Zeitzeugen als offener und stets lächelnder Verhandlungspartner beschrieben. Satanta empfahl seinem Stamm auch entgegen seiner eigenen Haltung, nach den Friedensverhandlungen von Medicine Lodge 1867 in die vorgesehene Reservation zu ziehen. Allerdings rief er schon zwei Jahre später den Stamm dazu auf, die Reservation wieder zu verlassen und gegen die US-Armee zu kämpfen. Im November 1874 ergab er sich nach der Niederlage im Palo Duro Canyon und wurde wegen Verstoßes gegen die Bewährungsauflagen nach seiner ersten Haft (1871–1873) erneut inhaftiert. 1878 wählte er durch einen Sprung in den Gefängnishof den Freitod.